# Izaskun Arrue Goikoetxea
Izaskun Arrue Goikoetxea (Arriba, Navarra, 28 de agosto de 1927-Vitoria, 10 de noviembre de 2016) fue una maestra y enfermera española, reconocida como la primera "andereño" (profesora) de las ikastolas de Álava. Fue una de las fundadoras de la primera ikastola en Vitoria, la ikastola Olabide.

## Biografía
Nació en Arriba. Estudió Magisterio y Enfermería en San Sebastián. Se casó en 1960 y se trasladó a vivir a Vitoria, donde trabajó en la Escuela de Artes y Oficios San Prudencio. En 1963, un grupo de madres y padres de Vitoria, alumnado del exiliado Andoni Karmelo Urrestarazu "Umandi", buscaba profesor de euskera para enseñar euskera a sus criaturas. Arrue aceptó la oportunidad y previamente, se fue a San Sebastián a estudiar metodología con Karmele Esnal. Así, el 4 de diciembre de 1963, comenzó a trabajar con un grupo de criaturas. Fundó la escuela en su propia casa, en la calle Cercas Bajas n.º 9, en la 4ª planta. Aunque era una casa pequeña, adaptó la habitación más grande como salón de clases. No tenían muchos recursos: utilizaban Xabiertxo o Martin Txilibitu como material de lectura; con palillos aprendían las mayúsculas, y con botones realizaban ejercicios de matemáticas. También les enseñaba el diccionario, a contar y a cantar.
El primer grupo estaba formado por unas doce criaturas, pero el grupo creció año tras año. La nueva escuela, bajo el franquismo, contó con el apoyo del santuario de Estibaliz, principalmente con la ayuda de Ixidro Bastarrika. En tres años el número del alumnado ascendió notablemente y surgió la necesidad de trasladarse a otro lugar. Así, una vez de haber alquilado una casa en la Avenida Estíbaliz en octubre de 1967, siguieron impartiendo clase; para entonces acudían unas 80 criaturas, y junto a Arrue, a final de año empezaron a trabajar otras dos andereños.
Llegó el momento de legalizar el centro; hasta entonces habían actuado en la clandestinidad, y las criaturas no tenían cartilla escolar. La escuela Samaniego y otra de Adurza se mostraron dispuestas a ayudar y se consiguió legalizar la ikastola en 1968 y le llamaron Colegio Padre Raimundo Olabide; la razón, que Olabide era vitoriano y había realizado una gran labor a favor del euskara. 
Al ver que el alumnado iba creciendo, en 1973 construyeron en Lasarte la nueva ikastola de carácter cooperativista. En aquella época Euskaltzaindia decidió trabajar por el euskara unificado, una decisión polémica para muchas personas; y también en la Ikastola Olabide hubo discusiones sobre el tema, y al final apostaron por el euskara unificado. Fue entonces cuando Arrue, contraria a la decisión, abandonó la ikastola.
Volvió a ejercer de enfermera, y trabajó en el centro de salud de Abetxuko durante 16 años, hasta que se jubiló. Pero no dejó de lado su labor docente; después de finalizar su trabajo, solía impartir clases, entre otros, en la Escuela de Magisterio, en el Seminario, en la escuela de Peritos, en el colegio Samaniego o en el euskaltegi Udaberria.

## Premios y reconocimientos
- 2009 Recibió el Premio Argizaiola en la Feria del libro y del disco vasco de Durango 2009, en representación de las "andereños" del País Vasco.
- 2013 50 aniversario de la Ikastola, que comenzó el 4 de diciembre de 1963, con 14 criaturas, de la mano de Izaskun Arrue.[4]
- 2018 El Ayuntamiento de Vitoria y la Diputación Foral de Álava publicaron un libro de Izaskun Arrue siguiendo los pasos de Miel A. Elustondo.[5]
- 2022 El Gasteiz Antzokia se llama Izaskun Arrue Kulturunea.[6]